# Seamanite
La seamanite est une espèce minérale du groupe des borates et du sous-groupe des nésoborates (ou inselborates), de formule Mn3B(PO4)(OH)6.

## Historique de la description et appellations

### Inventeur et étymologie
La seamanite a été décrite en 1930 par Kraus, Seaman et Slawson. Elle fut nommée ainsi en l'honneur de Arthur Edmund Seaman (1858-1937), Professeur de géologie et de minéralogie à la Michigan Technological University de Houghton dans le Michigan aux États-Unis, qui fut le premier à s'intéresser à ce minéral.

### Topotype
Les échantillons de référence servant à la description ont été découverts à la mine Chicagon, Menominee iron range, Comté d'Iron, Michigan.
Ils sont conservés à la Michigan Technological University de Houghton dans le Michigan, ainsi qu'au National Museum of Natural History de Washington DC aux États-Unis (échantillon no 96282).

## Caractéristiques physico-chimiques

### Critères de détermination
La seamanite est un minéral de couleur incolore, rose pâle, jaune pâle ou brun jaunâtre se présentant sous la forme de cristaux aciculaires allongés le long de [001] et montrant les faces {110} et {111}, pouvant atteindre 1 centimètre. Elle possède un éclat vitreux, elle est transparente, fragile et cassante et présente un clivage plutôt bon sur {001}. Sa dureté est de 4 et sa densité mesurée est de 3.08-3.128, et son trait est blanc.

### Composition chimique
| Élément   | Nombre (formule)    | Masse des atomes (u) | % de la masse moléculaire |
| --------- | ------------------- | -------------------- | ------------------------- |
| Bore      | 1                   | 10,81                | 2,9 %                     |
| Phosphore | 1                   | 30,97                | 8,31 %                    |
| Manganèse | 3                   | 164,82               | 44,23 %                   |
| Hydrogène | 6                   | 6,05                 | 1,62 %                    |
| Oxygène   | 10                  | 159,99               | 42,94 %                   |
|           | Total : 21 éléments | Total : 372,64 u     | Total : 100 %             |

Cette composition place ce minéral:
- selon la classification de Strunz: dans la classe des borates (VI), plus précisément des monoborates (6.A) composés des éléments B(O,OH)4, avec ou sans anions étrangers (6.AC)
- selon la classification de Dana: dans la classe des phosphates composés (43), plus précisément des phosphates composés anhydres contenant des halogènes et le groupe hydroxyle (43.4).

### Cristallographie

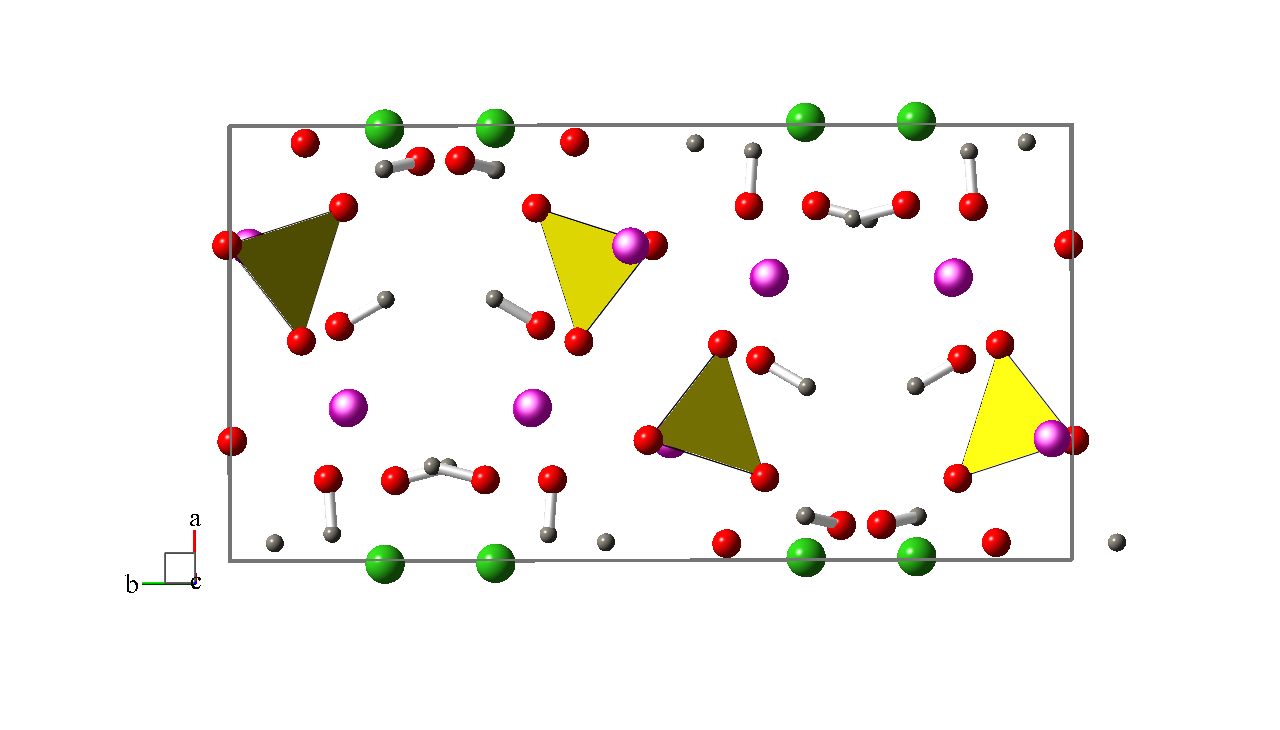
gris : hydrogène, rouge : oxygène, vert : bore, violet : manganèse,
phosphate au centre des tétraèdres jaunes

La seamanite cristallise dans le système cristallin orthorhombique. Son groupe d'espace est {\displaystyle Pbnm}.
- Les paramètres de la maille conventionnelle sont: {\displaystyle a} = 7,811 Å, {\displaystyle b} = 15,114 Å, {\displaystyle c} =  6,691 Å, Z = 4 unités formulaires par maille (volume de la maille V = 789,48 Å3).
- La masse volumique calculée est: 3,132 g/cm3.

## Gîtes et gisements

### Gîtologie et minéraux associés
Gîtologie
La seamanite se trouve dans des fractures coupant des roches siliceuses.
Minéraux associés
Elle est associée aux minéraux suivants : sussexite, calcite, divers oxydes de manganèse.

### Gisements producteurs de spécimens remarquables
- Australie

Iron Monarch Open Cut, Iron Knob, Middleback Range, Péninsule d'Eyre, Australie-Méridionale.
- États-Unis

Bengal Mine/Cannon Mine, Stambaugh, Menominee, Iron Range, Comté d'Iron, Michigan.
Chicagon Mine, Menominee, Iron Range, Comté d'Iron, Michigan.
Cambria-Jackson Mine, Negaunee, Marquette Iron Range, Comté de Marquette, Michigan.